# Бегазы-дандыбаевские мегалитические мавзолеи
Бегазы-дандыбаевские мегалитические мавзолеи — погребальные сооружения в Центральном Казахстане, относящиеся к археологической культуре Бегазы-Дандыбай (XII—VIII в. до н. э.). Гробницы, которых к 1998 году было обнаружено 18, являются кандидатом на включение в список Всемирного наследия ЮНЕСКО.

## Географическое расположение

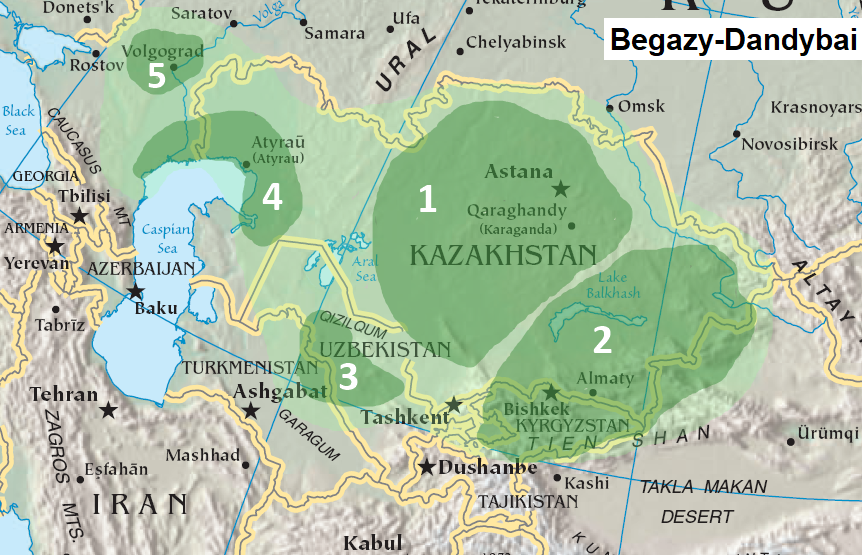

Археологические памятники бенгазы-дандыбаевской культуры, включающие мегалитические мавзолеи и построенные с использованием мегалитов протогорода, насчитывающие до 35 жилищ и площадью до 10 га, расположены в горных долинах Центрального Казахстана — в Актогайском районе Карагандинской области, в 300 км от Караганды. Географически бегазы-дандыбаевская культура занимала те же земли, что и более поздняя пастбищно-кочевая тасмолинская культура.

## Строение
Бегазы-дандыбаевские мавзолеи, разделяя ряд общих черт (квадратная форма, обращённый на восток вход, наличие верхней обходной галереи, облицовочные плиты, закреплённые в стыках на специальных столбах-подпорках), в то же время различаются как размерами, так и внутренним устройством. Наиболее крупные (и наиболее древние) мавзолеи сосредоточены в северной части бегазинского некрополя, рядом с горой Бегазы. Для большинства мавзолеев (но не для всех) характерна сдвоенная (иногда строенная) внешняя стена, некоторые из гробниц имеют двухкамерное строение. Для строительства внешних стен использовались цельные прямоугольные каменные плиты массой до 3 тонн и габаритами от 2,5×0,8×0,18 до 3,8×1,2×0,18 м. Плиты установлены вертикально и плотно подогнаны одна к другой. В части мавзолеев внутренние стены погружены в грунт на 1,2—1,3 м и обложены поставленными на ребро гранитными плитами. Высота наземной части внутренних стен составляет более 1 метра, внешних (также врытых в землю для устойчивости на 0,8 м) — не менее 1,5 м, благодаря чему формируется верхняя обходная галерея. Общая высота сооружения от дна котлована до верхнего края внешних стен — не менее 4 м. Центральная камера накрыта каменной крышей, сложенной из плит и поддерживаемой квадратными пилонами общим числом до 14. В погребальной камере располагаются массивный саркофаг и земляной жертвенник. Рядом с мавзолеями в бенгазинском некрополе найдены также захоронения обычного вида, что, вероятно, связано с социальным расслоением общества в то время.

## Культурное значение
Изолированное расположение бегазы-дандыбаевской культуры, занимавшей плодородные горные долины в окружении сухих степей, привело к формированию её уникальных черт, которые позволяют рассматривать её как переходный этап между андроновской и сакской культурами. Несмотря на сходство с мемориально-культовыми сооружениями андроновской эпохи, бегазинские мавзолеи отличаются от них монументальностью и продвинутой архитектурой, включающей контрфорсы, подпорки и входную галерею (дромос). Казахский советский археолог А. Маргулан, исследовавший эти памятники в течение двух десятилетий, ввёл в научный обиход понятие «бегазы-дандыбаевская культура» (включив в название помимо урочища Бегазы также аул Дандыбай, близ которого были найдены первые памятники этой культуры) и определил её как переходную от бронзового к раннему железному веку.
В 1998 году бегазы-дандыбаевские мегалитические мавзолеи были номинированы Казахстаном в список Всемирного наследия ЮНЕСКО. Комитетом индустрии туризма министерства индустрии и новых технологий Казахстана бегазинский некрополь включён в кластер Астана — один из пяти кластеров историко-культурного туризма страны. Раскопки и реставрационные работы на комплексе продолжаются.